# Alien Abduction: Incident in Lake County
Alien Abduction: Incident in Lake County is een Amerikaanse sciencefictionfilm gemaakt voor televisie. De film werd geregisseerd door Dean Alioto en gaat over de verdwijning van een Amerikaanse familie, waarvan men beweert dat deze door buitenaardsen ontvoerd is. De gehele film wordt gezien vanuit het oogpunt van een camcorder, in de stijl van The Blair Witch Project en het Cloverfield.
De film is een remake met een hoger budget van Alitos' film over dezelfde familie, The McPherson Tape.

## Verhaal
Op Thanksgiving Day bij de familie McPherson valt de stroom uit in hun huis op het platteland. De zestienjarige Tommy McPherson en zijn twee broers gaan op zoek naar de oorzaak van de storing en ontdekken dat deze veroorzaakt is door de landing van een UFO in een naburige weide. Als de broers de buitenaardse wezens filmen terwijl deze een koe opensnijden, worden ze opgemerkt en aangevallen. Nadat ze teruggerend zijn naar het huis blijkt dat de buitenaardse wezens het nu op de hele familie gemunt hebben.